# 1159 Granada
1159 Granada är en asteroid i huvudbältet som upptäcktes den 2 september 1929 av den tyske astronomen Karl Wilhelm Reinmuth. Asteroidens preliminära beteckning var 1929 RD. Den fick senare namn efter provinsen Granada i Andalusien i södra Spanien.
Granadas senaste periheliepassage skedde den 26 december 2021.[Uppdatering behövs] Asteroidens rotationstid har beräknats till 31 timmar.